# Euphoria (canción de BTS)
«Euphoria» es una canción grabada por el grupo surcoreano BTS, como un tema en solitario de Jungkook. Fue publicada el 24 de agosto de 2018 en el álbum recopilatorio Love Yourself: Answer. El vídeo musical fue lanzado el 4 de abril. Es una canción, que combina future bass con ritmos hip hop y una leve pista de R&B al comienzo de la segunda estrofa.

## Antecedentes y lanzamiento
El vídeo musical fue publicado como el tema de 起 Wonder, una parte de la serie Love Yourself. Este tiene una duración de 9 minutos y continúa con la línea argumental del Universo Bangtan, el cual está incorporado en varios de los vídeos musicales de BTS. Previamente, el grupo había dado pistas del título de la canción al mostrar la palabra Euphoria durante su presentación en vivo en los Melon Music Awards de 2017. Tras el lanzamiento del tema, «Euphoria» fue tendencia a nivel mundial y las búsquedas de esta palabra se incrementaron en un 2883%.

## Vídeo musical
El vídeo incorpora escenas de vídeos musicales anteriores de BTS que continúan su historia, al mostrar a cada miembro como un personaje con diferentes escenarios y problemas; V está saltando al océano, Jungkook es golpeado por rufianes, y otros integrantes están atrapados en el fuego o en habitaciones, mientras que Jin evoca recuerdos de los 7 juntos.
También se muestran escenas de los miembros divirtiéndose, felices y despreocupados, con ciertas escenas paralelas a las de vídeos previos. En una de estas la canción termina con los 7 integrantes visitando nuevamente el sitio donde V había saltado. La obra «Claire de Lune», de Debussy, suena mientras se muestra una toma en la que Jin sustituye a V en la cima del muelle, listo para saltar en su lugar. V parece notar que algo anda mal cuando Jin mira hacia sus amigos y los graba con su cámara; sonríe antes de que esta caiga al océano, implicando que él saltó.
El vídeo musical fue dirigido por Yong Seok Choi de Lumpens, mientras que el director asistente fue Lee Wonju.  Además, otros miembros clave del personal incluyeron a Nam Hyunwoo de GDW, quien fue el director de fotografía, Song Hyunsuk de Real Lighting, quien se encargó de la iluminación, Emma Sungeun Kim de GE Production, que fue productora y los directores de arte Park Jinsil y Kim Bona de MU:E.

## Composición
Musicalmente, Billboard describió la canción como un tema con «tendencias future bass». En una entrevista, DJ Swivel explicó cómo se creó «Euphoria». La apertura de la canción incluye una combinación de guitarra y piano, posteriormente se añade la batería; hay 4 sonidos diferentes que se usaron para la percusión al inicio. Para la parte B el objetivo era hacer que sonara abierta y alegre. En ciertas secciones se colocaron  voces de apoyo para complementar la voz principal. Después de la sección B, el coro se convierte en la parte más importante de la pista, que se construye en torno al sonido de un acorde principal. Además, la canción está en la clave de D mayor y tiene 105 beats por minuto.
En una entrevista con Billboard DJ Swivel comentó que la canción «fluye a través de muchas emociones diferentes» de inicio a fin.

## Promoción
La canción fue promocionada en el 2018 KBS Song Festival el 29 de diciembre de 2018.

## Recepción
Philip Merrill describió la canción en la página de la Recording Academy como «una caída art pop con una mirada al futuro», en tanto que Billboard declaró que fue una gran introducción y fijó el tono general de Love Yourself: Answer como optimista.
En Estados Unidos la canción vendió 15 000 copias digitales en la primera semana de lanzamiento, y se ubicó en el número 12 de las canciones con mayor número de ventas en el país. En Canadá, el tema fue uno de los más vendidos tras su publicación. Se posicionó en la segundo puesto de canciones más vendidas a nivel mundial.

## Créditos y personal
Los créditos de la canción están adaptados del CD Love Yourself: Answer.
- Jordan "DJ Swivel" Young- productor, todos los instrumentos, inginero de mezcla
- Candace Nichole Sosa- productora, guitarra
- ”hitman” bang- productor
- Supreme Boi- productor
- ADORA- productora, coro, edición digital, ingeniera de audio @ Adorable Trap
- RM- productor
- Jungkook- coro
- Slow Rabbit- producción adicional, arreglo vocal, ingeniero de audio @ Carrot Express
- Hiss noise- edición digital
- Jeong Wooyeong- edición digital

## Posicionamiento en listas

### Semanales
| Listas (2018)                                     | Mejor posición |
| ------------------------------------------------- | -------------- |
| Canadá (Hot 100)                                  | 86             |
| Corea del Sur (Billboard Hot 100)                 | 2              |
| Corea del Sur (Gaon)                              | 11             |
| Escocia (The Official Charts Company)             | 49             |
| Estados Unidos (Billboard Bubbling Under Hot 100) | 5              |
| Estados Unidos (World Digital Song Sales)         | 1              |
| Finlandia (Billboard Digital Song Sales)          | 7              |
| Francia (SNEP)                                    | 47             |
| Hungría (Single Top 40)                           | 16             |
| Japón (Japan Hot 100)                             | 76             |
| Malasia (RIM)                                     | 17             |
| Nueva Zelanda (RMNZ Hot Singles)                  | 9              |
| Reino Unido (UK Independent Singles)              | 28             |
| Reino Unido (UK Singles Chart)                    | 45             |

## Ventas y certificaciones
| Japón (RIAJ) | Plata | 30 000 000 |